# Glockenkogel
Glockenkogel är en bergstopp i Österrike.   Den ligger i distriktet Lienz och förbundslandet Tyrolen, i den centrala delen av landet, 300 km väster om huvudstaden Wien. Toppen på Glockenkogel är 2 452 meter över havet.
Terrängen runt Glockenkogel är bergig. Runt Glockenkogel är det ganska glesbefolkat, med 26 invånare per kvadratkilometer.. Närmaste större samhälle är Matrei in Osttirol, 13,0 km söder om Glockenkogel. 
Trakten runt Glockenkogel består i huvudsak av gräsmarker.